# 方廷維爾 (喬治亞州)
方廷維爾（英語：Fountainville）是位於美國喬治亞州梅肯縣的一個非建制地區。該地的面積和人口皆未知。

## 地理
方廷維爾的座標為32°17′01″N 84°09′26″W / 32.28361°N 84.15722°W，而該地的平均海拔高度為141米（即463英尺）。